# Saint-André-de-l’Épine
Saint-André-de-l’Épine ist eine französische Gemeinde mit 553 Einwohnern (Stand: 1. Januar 2022) im Département Manche in der Region Normandie. Die Gemeinde gehört zum Kanton Pont-Hébert im Arrondissement Saint-Lô.

## Geographie
Saint-André-de-l’Épine liegt etwa sechs Kilometer ostnordöstlich von Saint-Lô. Umgeben wird Saint-André-de-l’Épine von den Nachbargemeinden Couvains im Norden, Saint-Georges-d’Elle im Osten, Saint-Pierre-de-Semilly im Süden und Südosten, La Barre-de-Semilly im Süden, Saint-Lô im Westen und Südwesten sowie La Luzerne im Nordwesten.

## Einwohnerentwicklung
| Jahr      | 1962 | 1968 | 1975 | 1982 | 1990 | 1999 | 2006 | 2018 |
| Einwohner | 333  | 307  | 374  | 451  | 433  | 463  | 487  | 547  |

## Kultur und Sehenswürdigkeiten

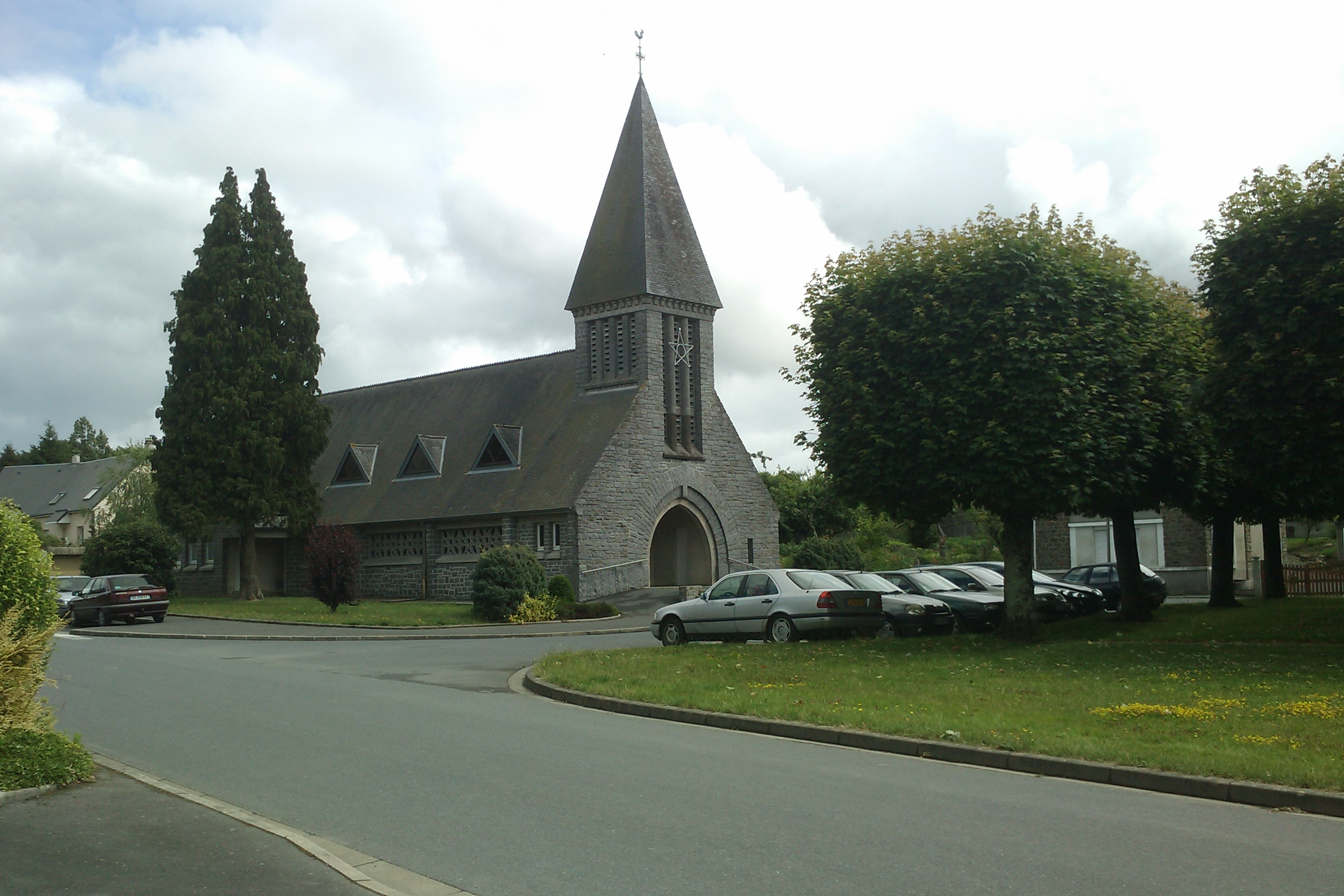
Kirche Saint-André

- Kirche Saint-André